# Дімітріс Теодору
Дімітріс Теодору (грец. Δημήτρης Θεοδώρου, нар. 10 вересня 1997, Ларнака, Кіпр) — кіпрський футболіст, вінгер клубу АПОЕЛ та національної збірної Кіпру.

## Клубна кар'єра
На професійному рівні Дімітріс Теодору дебютував у футболі у складі клубу Другого дивізіону «Омонія» з Арадіпу у 2013 році. В подальшому футболіст закріпився в основі і провів в команді шість сезонів і зіграв понад сто матчів.
Влітку 2019 року Теодору перейшов до клубу Першого дивізіону «Енозіс Неон Паралімні». Свою першу гру в елітному дивізіоні Теодору зіграв у серпні 2019 року. А у 2021 році він підписав контракт з клубом з Нікосії АПОЕЛ.

## Збірна
16 листопада 2019 року у матчі відбору до Євро 2020 проти команди Шотландії Дімітріс Теодору дебютував у національній збірній Кіпру.